# Вельке-Слеменце
Ве́льке Сле́менце (словац. Veľké Slemence, укр. Великі Селменці, венг. Nagyszelmenc, рус. Большие Селменцы) — деревня Михаловецкого района Словакии неподалёку от Вельких Капушан.

## Население
| Год:                | 1994 | 2004    | 2014    | 2024    |
| ------------------- | ---- | ------- | ------- | ------- |
| Количество человек: | 592  | 598     | 581     | 583     |
| Разница:            |      | +1,01 % | −2,84 % | +0,34 % |

Население преимущественно венгерское. До 1946 года Слеменце были одной деревней, в 1946 году деревня была разделена между СССР и Чехословакией, в Ужгородском районе осталась меньшая часть деревни, названная Малыми Селменцами. Граница между Словакией и Украиной проходит прямо по улице. С 2005 года открыт пеший переход.
В 2009 году режиссёр Ярослав Войтык снял документальный фильм «Граница» о судьбе этой разделённой деревни.